# Hawaiiskt teckenspråk
Hawaiiskt teckenspråk (hawaiiska: Hoailona ʻŌlelo o Hawaiʻi) är ett teckenspråk som används mestadels av de dövas gemenskap i Hawaii, USA. Språket kan anse som utdöende språk eftersom största delen av dess användare har börjat använda amerikanskt teckenspråk istället. Hawaiiska teckenspråkets närmaste släktspråk är bland annat irländskt och grekiskt teckenspråk. År 2012 hade språket bara 30 användare.
Språket kan ha uppstått på öarna redan innan européernas ankomst men det definierades som sitt eget språk år 2013 då man upptäckte att cirka 80 procent av lexikon i det hawaiiska teckenspråket skiljer sig från det amerikanska teckenspråket. Detta ledde till ett treårigt projekt som syftade till att dokumentera språket. År 2016 utgavs det ett videoarkiv som innehöll bl.a. en grundläggande textbok och en ordbok.